# USS Baker (DE-190)
«Бейкер» (англ. USS Baker (DE-190) — військовий корабель, ескортний міноносець типу «Кеннон» військово-морських сил США за часів Другої світової війни.
«Бейкер» був закладений 9 вересня 1943 року на верфі компанії Federal Shipbuilding and Drydock Company у Ньюарку у штаті Нью-Джерсі, де 28 листопада 1943 року корабель був спущений на воду. 23 грудня 1943 року він увійшов до складу ВМС США.
Ескортний міноносець «Бейкер» брав участь у бойових діях на морі в Другій світовій війні, супроводжував транспортні конвої союзників в Атлантиці. За час війни брав участь у затопленні у взаємодії з іншими протичовновими кораблями німецького підводного човна U-233.
За бойові заслуги, проявлену мужність та стійкість екіпажу в боях «Бейкер» удостоєний бойової зірки, нашивки за участь у бойових діях, медалей «За Європейсько-Африкансько-Близькосхідну», «За Американську кампанії» і Перемоги у Другій світовій війні.

## Історія служби
5 липня 1944 року південно-східніше Галіфаксу тараном, глибинними бомбами та вогнем артилерії американських есмінців «Бейкер» і «Томас» був потоплений німецький підводний човен U-233.